# Crassula campestris
Crassula campestris (лат.) — вид растений рода Толстянка (Crassula) семейства Толстянковые (Crassulaceae), естественно произрастающий на территории Южно-Африканской Республики (Капская провинция и Фри-Стейт).

## Название
Родовое латинское название Crassula происходит от латинского слова crassus, — «толстый», в основном из-за присутствия у растений этого рода сочных листьев.
Видовой латинский эпитет campestris переводится как «относящийся к равнинам», обусловленный средой обитания.

## Ботаническое описание
Растения однолетние с мочковатыми корнями. Стебли достигают высоты до 10 см и умеренно ветвятся с короткими боковыми ветвями. Листья имеют размеры 4–10 x 1–3 мм, сидячие, от ланцетных до линейно-треугольных, голые, окраска варьирует от зеленого до коричнево-зеленого. Нижняя сторона выпуклая, по краю цельнокрайняя, у основания редко зубчатая, кончик подострый.
Соцветия представляют собой прямостоячие тирсы с многочисленными почти сидячими дихазиями. Цветоножка состоит из 5 членов. Доли чашечки достигают до 1,5 мм, линейно-треугольные до ланцетных, вершина острая с концевой остью. Венчик чашевидный, бледно-желтый, лопасти до 0,8 мм, треугольно-ланцетные, кончики острые, выемчатые; пыльники желтые.

## Распространение
Вид был введен путем интродукции на Канарские острова, в Португалию, Сицилию и Испанию.

## Таксономия
Crassula campestris Endl., первое упоминание в Repert. Bot. Syst. 2: 253 (1843).

### Синонимы
- Tillaea pharnaceoides Hochst. ex Steud.
- Tillaea campestris (Eckl. & Zeyh.) Brullo, Giusso & Siracusa
- Tetraphyle campestris Eckl. & Zeyh.
- Combesia campestris (Eckl. & Zeyh.) P.V.Heath
- Crassula pentandra subsp. catalaunica Vigo & Terradas
- Crassula campestris f. compacta Schönland
- Crassula campestris f. laxa Schönland
- Sedum campestre Kuntze
- Crassula campestris subsp. campestris